# Quincieux
Quincieux és un municipi francès, situat a la metròpoli de Lió i a la regió de Alvèrnia - Roine-Alps. L'any 2007 tenia 2.899 habitants.

## Demografia

### Població
El 2007 la població de fet de Quincieux era de 2.899 persones. Hi havia 1.025 famílies de les quals 198 eren unipersonals (87 homes vivint sols i 111 dones vivint soles), 301 parelles sense fills, 455 parelles amb fills i 71 famílies monoparentals amb fills.
La població ha evolucionat segons el següent gràfic:
Habitants censats

### Habitatges
El 2007 hi havia 1.127 habitatges, 1.053 eren l'habitatge principal de la família, 24 eren segones residències i 50 estaven desocupats. 913 eren cases i 207 eren apartaments. Dels 1.053 habitatges principals, 800 estaven ocupats pels seus propietaris, 232 estaven llogats i ocupats pels llogaters i 21 estaven cedits a títol gratuït; 7 tenien una cambra, 49 en tenien dues, 144 en tenien tres, 281 en tenien quatre i 572 en tenien cinc o més. 845 habitatges disposaven pel capbaix d'una plaça de pàrquing. A 440 habitatges hi havia un automòbil i a 548 n'hi havia dos o més.

### Piràmide de població
La piràmide de població per edats i sexe el 2009 era:
| Homes | Edats   | Dones |
| ----- | ------- | ----- |
| 0     | 95 o +  | 4     |
| 0     | 90 a 94 | 0     |
| 0     | 85 a 89 | 16    |
| 4     | 80 a 84 | 4     |
| 20    | 75 a 79 | 32    |
| 68    | 70 a 74 | 52    |
| 44    | 65 a 69 | 40    |
| 48    | 60 a 64 | 44    |
| 56    | 55 a 59 | 48    |
| 84    | 50 a 54 | 68    |
| 120   | 45 a 49 | 92    |
| 100   | 40 a 44 | 120   |
| 120   | 35 a 39 | 104   |
| 112   | 30 a 34 | 132   |
| 80    | 25 a 29 | 80    |
| 48    | 20 a 24 | 68    |
| 104   | 15 a 19 | 116   |
| 104   | 10 a 14 | 108   |
| 148   | 5 a 9   | 104   |
| 100   | 0 a 4   | 60    |

## Economia
El 2007 la població en edat de treballar era de 1.890 persones, 1.419 eren actives i 471 eren inactives. De les 1.419 persones actives 1.345 estaven ocupades (718 homes i 627 dones) i 73 estaven aturades (27 homes i 46 dones). De les 471 persones inactives 181 estaven jubilades, 182 estaven estudiant i 108 estaven classificades com a «altres inactius».

### Ingressos
El 2009 a Quincieux hi havia 1.047 unitats fiscals que integraven 2.946,5 persones, la mediana anual d'ingressos fiscals per persona era de 20.603 €.

### Activitats econòmiques
Dels 160 establiments que hi havia el 2007, 6 eren d'empreses extractives, 1 d'una empresa de fabricació de material elèctric, 1 d'una empresa de fabricació d'elements pel transport, 16 d'empreses de fabricació d'altres productes industrials, 44 d'empreses de construcció, 25 d'empreses de comerç i reparació d'automòbils, 6 d'empreses de transport, 6 d'empreses d'hostatgeria i restauració, 2 d'empreses d'informació i comunicació, 7 d'empreses financeres, 6 d'empreses immobiliàries, 19 d'empreses de serveis, 13 d'entitats de l'administració pública i 8 d'empreses classificades com a «altres activitats de serveis».
Dels 51 establiments de servei als particulars que hi havia el 2009, 1 era una oficina de correu, 1 una oficina bancària, 8 tallers de reparació d'automòbils i de material agrícola, 11 paletes, 6 guixaires pintors, 7 fusteries, 7 lampisteries, 5 electricistes, 1 empresa de construcció, 1 perruqueria, 1 restaurant, 1 agència immobiliària i 1 saló de bellesa.
Dels 6 establiments comercials que hi havia el 2009, 1 era una botiga de menys de 120 m², 1 una fleca, 1 una peixateria, 1 una botiga d'electrodomèstics, 1 una botiga de mobles i 1 una botiga de material esportiu.
L'any 2000 a Quincieux hi havia 39 explotacions agrícoles que ocupaven un total de 1.148 hectàrees.

## Equipaments sanitaris i escolars
L'únic equipament sanitari que hi havia el 2009 era una farmàcia.
El 2009 hi havia 1 escola maternal i 1 escola elemental.

## Poblacions més properes
El següent diagrama mostra les poblacions més properes.